# Debian
Debian GNU/Linux är en av de största och äldsta linuxdistributionerna, skapad 1993. Debian betonar frihet och kvalitet, det senare med följden att programvaran i de officiella versionerna är äldre än i många andra distributioner. Debian stöder ett dussintal olika datorarkitekturer och förutom Linux också vissa andra operativsystemkärnor.
Namnet GNU/Linux kommer från operativsystemskärnan Linux och GNU-projektet, inom vilket begreppet fri programvara och många av de flesta linuxdistributioners centrala delar har skapats.

## Bakgrund
Debian skiljer sig från många andra stora linuxdistributioner genom att organisationen bakom distributionen är en ideell organisation och inte ett företag. Utvecklarna deltar som enskilda frivilliga. Det hindrar inte att Debian används också kommersiellt och att en del av utvecklarna arbetar med Debian som del av sitt lönearbete. Debianprojektet har strängare krav på programvarans frihet än många andra distributioner. Projektets definition av fri programvara, Debian Free Software Guidelines, ligger som grund för Open Source Initiatives definition på öppen källkod.
Programmen som ingår i Debian är anpassade för att kunna fungera mot en mångfald av datorarkitekturer. Debian strävar också efter att kunna använda flera kärnor än Linux, tex. Hurd, NetBSD eller FreeBSD. Ett exempel är varianten Debian GNU/kFreeBSD.
Debianutvecklare antas genom en formell procedur. En debianutvecklare förutsätts känna till rätt omfattande dokumentation om hur debianprojektet fungerar och hur paketen skall konstrueras och detta försäkras genom proceduren. För att accepteras som utvecklare bör man ha bidragit till projektet tidigare genom att skicka in felrapporter, rättelser och förbättringar eller till exempel arbeta som översättare. Genom att en utvecklare ställer upp som sponsor kan man till och med bli ansvarig för ett paket innan man blir antagen som utvecklare.
Debian hade i augusti 2010 sammanlagt 1410 utvecklare, varav 873 aktiva. Länder med flest aktiva utvecklare var USA (165), Tyskland (148) och Frankrike (84), medan de med flest aktiva utvecklare i förhållande till invånarantal är Finland (21), Schweiz (22) och Nya Zeeland (11). Också Sverige (18) och Norge (11) ligger bland tio i topp i förhållande till folkmängden.

## Mjukvara
Debian erbjuder ett mycket stort urval datorprogram. Den senaste stabila utgåvan våren 2015, Debian 8.0, Jessie, hade över 43 000 paket (skapade ur ca 20 000 källkodspaket). Den fyra år tidigare utgivna Debian 6.0, Squeeze, hade drygt 29 000 paket (6–8 dvd-skivor), varav drygt 10 000 var nya jämfört med föregående version, 5.0 från 2009, som hade drygt 23 000 paket. Debian kan installeras från olika installationsmedier såsom blu-ray-, dvd- och cd-skivor, usb-pinnar och disketter eller över nätverk. Mjukvaran erbjuds som källkod och som färdigt kompilerade binärpaket, i Squeeze för nio datorarkitekturer (kvantiteten ovan avser källkodspaket eller binärpaket för en arkitektur).
Paketutbudet kan alltså betraktas som relativt komplett, med förbehållet att endast fri programvara ingår i det officiella utbudet. Viss ofri programvara tillhandahålls med hjälp av distributionens infrastruktur, men utan att officiellt räknas som en del av Debian. Debian har kritiserats av Free Software Foundation för att på så sätt stödja ofri programvara, men å andra sidan har Debian beslutat att betrakta FSF:s GNU Free Documentation License som en ofri licens, åtminstone delvis. Också firmware som tillhandahålls av drivrutiner räknas som ofri (då källkoden inte tillhandahålls), har separerats från Linux-kärnan och tillhandahålls med infrastrukturen för ofri programvara.
Debian strävar efter stor stabilitet och har stränga kvalitetskrav på programvaran. Detta i kombination med det stora paketutbudet och de många stödda arkitekturerna betyder att programvaran redan då den publiceras i en officiell utgåva är äldre än i många andra linuxdistributioner (detta gäller inte uttestningsutgåvan, se nedan).
Debians pakethanterare är dpkg, apt och aptitude och paketformatet är .deb. Formatet har betecknats som bättre än rpm, men detta beror kanske i högre grad på Debians kvalitetskontroll och på att rpm-paket i viss mån används i kors mellan olika linuxdistributioner, utan tillräcklig standardisering, än på de egentliga skillnaderna.
Med hjälp av pakethanteraren är det möjligt att uppdatera ett helt debiansystem från en version till en annan utan att användarna behöver avbryta sitt arbete. I praktiken måste datorn oftast startas om för att den uppdaterade operativsystemkärnan skall tas i bruk, men detta kan ofta göras skilt från den övriga uppdateringen. Vid installation av enskilda programpaket hämtas övriga paket som anses nödvändiga eller (beroende på inställningar) önskvärda för programmets funktion automatiskt över Internet, från installationsmedierna eller från någon annan angiven paketkälla och installeras tillsammans med det efterfrågade programmet. Paket installerade på grund av sådana beroenden avinstalleras automatiskt då de inte längre behövs.

## Stödda arkitekturer
Debian stöder officiellt ett tiotal olika datorarkitekturer, med ett antal varianter. I versionen 6.0 Squeeze (släppt 2011) stöds de följande officiellt (projekt finns för ytterligare arkitekturer).
- Sun SPARC (sparc): arbetsstationer och serverdatorer från Sun och Fujitsu
- Motorola/IBM PowerPC (powerpc): persondatorer, spelkonsoler
- Intel IA-32 (i386): PC-persondatorer m.m. med 32 bitars processor (Intel, AMD m.fl.; 80386 och äldre stöds inte)
- Intel IA-64 (ia64): serverdatorer
- MIPS (mips och mipsel): inbyggda system, arbetsstationer, superdatorer
- ARM (armel): inbyggda system
- IBM S/390 (s390): stordatorer
- AMD64 och Intel EM64T (amd64): PC-persondatorer m.m. med 64 bitars processor

Debian med FreeBSD-kärna (kFreeBSD) stöds på 32 och 64 bitars PC (Intel IA-32 respektive AMD64 och EM64T).
Debian 7.0 Wheezy (släppt 2013) introducerade två nya arkitekturer:
- en 64-bitars-portering för IBM:s System z-maskiner (s390x), tidigare stödda genom s390, och
- en ARM-portering för nyare maskiner med flyttalsenhet (armhf), tidigare stödda genom armel.

Tidigare stödda arkitekturer:
- 386-processorn: stödet avslutades med versionen 3.1 Sarge,[10] utgiven 2005 och stödd till mars 2008.[12]
- DEC/HP Alpha (alpha): officiellt stöd togs inte längre med i versionen 6.0 Squeeze,[13] stödet för föregående utgåva avslutades i februari 2012[14] (DEC avslutade utvecklingen av plattformen 2004).
- HP PA-RISC (hppa): stödet avslutades med versionen 6.0 Squeeze,[15] stödet för föregående utgåva avslutades i februari 2012[14]
- Pentium och äldre i386-processorer stöds inte längre i Debian Stretch.[16]

## Versioner
Tre eller fyra olika ”utgåvor” av Debian underhålls vid en viss tidpunkt: stable, testing och unstable samt oldstable en tid efter att en ny stabil version publicerats. Äldre utgåvor arkiveras. Programvara kan också hållas i experimental tills den är mogen att inkluderas i distributionen.
Stable, den ”stabila” utgåvan, är den senaste officiella versionen av Debian, och rekommenderas för servrar och andra datorer vars stabilitet är viktig. Programvaran i den stabila utgåvan uppdateras i regel inte vad gäller funktionalitet. Rättelser för säkerhetsproblem och grava fel publiceras regelbundet, men inarbetade i de gamla programversionerna. Uppdateringarna görs dels enskilt vad gäller säkerhetsfel, dels som underutgåvor med vanligen några månaders mellanrum.
Tack vare denna princip introduceras sällan nya fel i en stabil version, men programpaket som Mozilla (med en helt annorlunda praxis) kan med tiden bli svåra att underhålla och stödet för sådana har ibland avslutats i förtid. Då nya versioner av stable har publicerats med ungefär två års mellanrum kommer en del central programvara antagligen att vara närmare tre år gammal innan en ny version publiceras.
Testing, ”uttestningsutgåvan”, innehåller programvara som funnits tillgänglig för testanvändning i unstable i viss tid (oftast tio dagar, men ibland mycket längre på grund av beroenden) utan att allvarliga problem rapporterats. Genom att använda testing kan man hålla sig med någotsånär ny men i allmänhet pålitlig programvara. Stödet ifråga om datasäkerhet och allvarliga fel är sämre än för stable.
Då en ny version av Debian skall publiceras förklaras testing ”frusen” och nya versioner av mjukvara tas in främst i den mån de rättar allvarliga fel. När utgåvan anses ha nått en tillräcklig kvalitetsnivå, efter ungefär ett halvt år, publiceras den som ny stabil utgåva, med samma kodnamn som utgåvan hade i uttestningsfasen. Samtidigt får utgåvan ett versionsnummer. En ny uttestningsutgåva skapas, med ett nytt kodnamn.
Den 29 juli 2009 beslutade Debian-projektet att övergå till ett fixerat schema, där frysningen äger rum i december udda år. Det betydde att en ny stabil utgåva skulle ges ut vartannat år på våren. Initialt föreslogs det att man skulle börja med detta redan 2009. Uppdatering direkt från 2009 års utgåva till 2012 års utgåva skulle ha varit möjlig. Beslutet drogs tillbaks för vidare diskussion.
Unstable, den ”instabila” utgåvan, är den där nya versioner av programvaran publiceras för testning. Debian rekommenderar att versioner med stor risk för problem först testas annanstans innan de publiceras i unstable, men den som använder unstable antas kapabel att reparera sitt system och villig att rapportera problem. Säkerhetsproblem hanteras inte separat utan rättelserna behandlas som andra ändringar.
Experimental används för programvara som överhuvudtaget inte bedöms mogen för allmänt bruk i Debian, till exempel för programversioner som avsevärt avviker från de tidigare versionerna och inte ännu samordnats med dessa och relaterade program.
Oldstable är den tidigare stabila versionen. Stödet motsvarar i stora drag stödet för stable. Versionen stöds ungefär ett år efter att den nya versionen officiellt publicerats. Då det på senare tid har varit två år mellan versionerna betyder det att en version stöds i ungefär tre år efter publiceringen. Till exempel lenny, utgiven i februari 2009, stöddes till den 14 februari 2012, med en sista utgåva ännu den 10 mars, ett drygt år efter att squeeze gavs ut den 6 februari 2011. Äldre versioner arkiveras.
Oldoldstable är den tidigare gamla stabila (oldstable) versionen. Den stöds med hjälp av skilda arbetsgrupper för "long term support".
Sommaren 2014 började Debian erbjuda längre stöd för äldre versioner, med hjälp av särskilda arbetsgrupper. Den dåvarande oldstable, 6.0 Squeeze, publicerad 2011, avsågs stödas till februari 2016 (det normala stödet avsågs avslutas 31 maj 2014). Motsvarande stöd förväntades erbjudas också de följande versionerna, om experimentet lyckas. Sådant stöd har nu utlovats 7.0 Wheezy och 8.0 Jessie. Långtidsstödet gäller inte alla paket, framförallt undantas en del webb-program, och endast vissa arkitekturer.
Alla debianversioner har kodnamn från filmen Toy Story. Hösten 2019 hade de senaste versionerna följande status:[Uppdatering behövs]
- woody (3.0, juli 2002): arkiverad (juni 2006)[21]
- sarge (3.1, juni 2005): arkiverad (mars 2008)[22]
- etch (4.0, april 2007): arkiverad (februari 2010)[23]
- lenny (5.0, februari 2009): arkiverad (mars 2012)[24]
- squeeze (6.0, februari 2011): stödd till maj 2014, stödet genom LTS-projektet upphörde som planerat i februari 2016[25][19][förtydliga]
- wheezy (7.0, maj 2013): stödd till slutet av maj 2018[26]
- jessie (8.0 april 2015): stöds till slutet av maj 2020[27]
- stretch (9.0 juni 2017): oldstable[28]
- buster (10.0 juli 2019): oldstable[28]
- bullseye (ej utgiven): oldstable[28]
- bookworm (12.0 juni 2023): stable
- sid: unstable (bestående namn, testing avskiljs från unstable efter att föregående version publicerats och får då ett annat namn)

## Grenar
Varje version är uppdelad i tre grenar: den officiella main, non-free för paket som inte uppfyller kraven på frihet och därför inte inkluderas i den officiella grenen och contrib som består av i sig fria paket som är beroende av ofria paket eller som vid installation laddar ner ofria komponenter.
De ofria paketen och paketen i contrib ingår inte i den officiella Debian-distributionen, utan den som vill använda dem måste aktivera dessa grenar separat eller explicit ladda ner enskilda paket ur dem. Typiska exempel på ofria paket är drivrutiner och firmware tillhandahållna endast i binär form av maskinvarutillverkare samt nerladdningsskript för kodekar som får laddas ner men inte distribueras. Tillämpningsprogram som tillhandahållits via non-free har i allmänhet så småningom ersatts med fria alternativ.
De ofria paketen får ofta inte distribueras kommersiellt och kan då inte finnas på cd-skivor som säljs, annat än enligt skilt avtal mellan cd-tillverkare och rättsinnehavare. Eftersom de berörda paketen är få och små är det ett mindre problem om de måste laddas ner i efterhand, utom vad gäller programvara nödvändig för att starta en viss maskin och aktivera nätkontakten. Installationsmanualen innehåller information om hur man kan gå till väga.
Utom main, contrib och non-free finns volatile, som innehåller virusdatabaser och annat material som måste uppdateras förbi de normala procedurerna.

## Debianbaserade Linuxdistributioner
Eftersom Debian och dess pakethanterare har gott rykte och Debian har ett stort paketutbud har många valt att basera sin egen distribution på Debian. Vissa av distributionerna stöder sig fortfarande på Debians paketutbud, vanligen unstable, och nöjer sig med att finslipa eller anpassa vissa aspekter, medan andra så småningom helt gått sin egen väg.
- CrunchBang Linux
- Damn Small Linux
- Freespire
- Knoppix
- Linspire
- Linux Mint
- MEPIS
- Symphony OS
- Ubuntu
- Xandros